# Duitse Kerk (Helsinki)
De Duitse Kerk (Fins: Saksalainen kirkko, Duits: Deutsche Kirche; Zweeds: Tyska kyrkan) is een kerkgebouw in het stadsdeel Kaartinkaupunki in de Finse hoofdstad Helsinki.

## Beschrijving

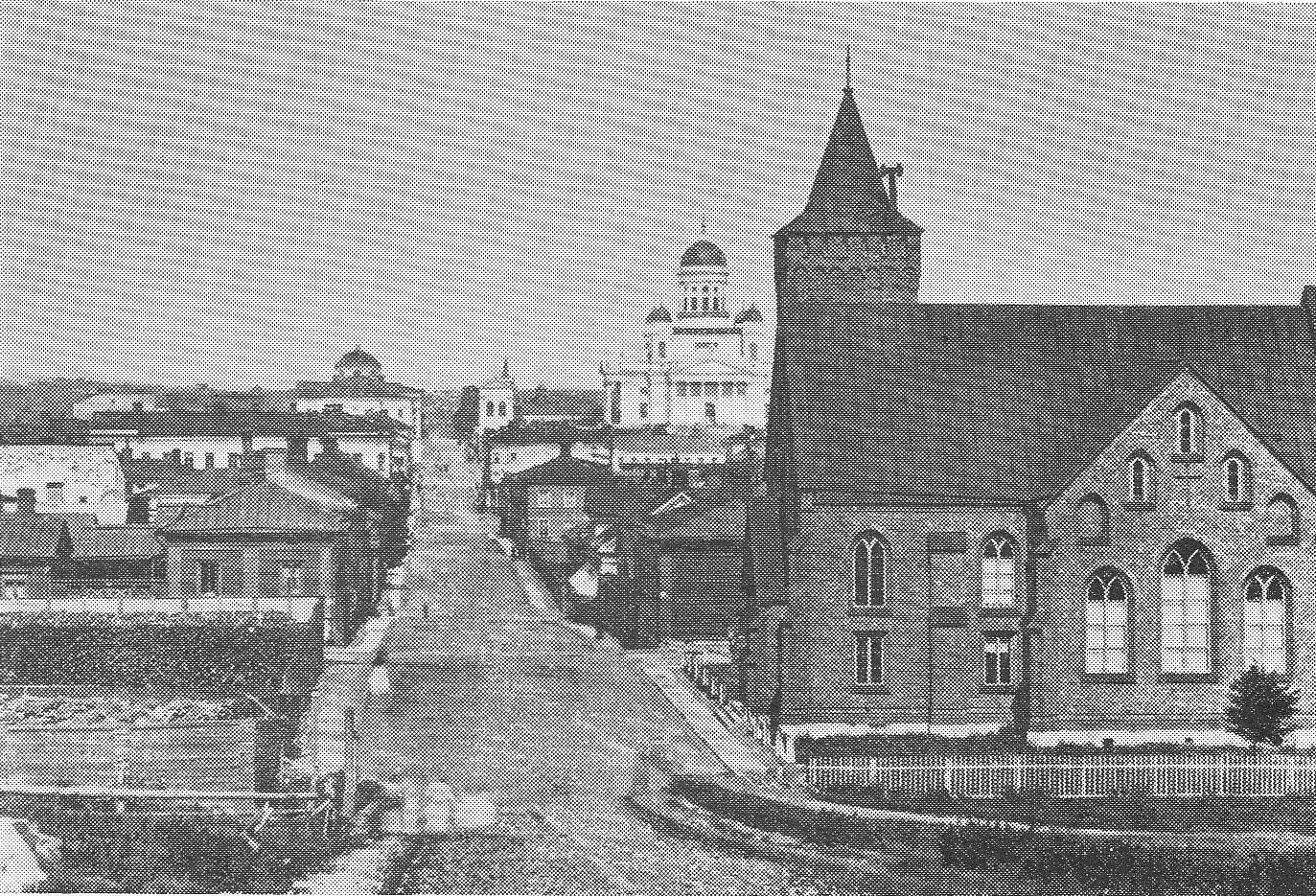
De Duitse Kerk van Helsinki rond 1870

De kerk werd gebouwd in 1864 in neogotische stijl naar een ontwerp van Harald Bosse en C.J. von Heideken. Tijdens een renovatie in 1897 werd een door Josef Stenbäck ontworpen toren toegevoegd. In 2000 werd de kerk opnieuw gerestaureerd.
De Duitse Kerk is de hoofdkerk van de Duitse Evangelische-lutherse Gemeente in de Evangelisch-Lutherse Kerk van Finland.
Het kerkgebouw behoort tot Helsinki's meest populaire kerken om te trouwen, hetgeen vooral te danken is aan de aantrekkelijke uitstraling van het gebouw en de geschikte grootte. Ook wordt de kerk vaak gebruikt voor concerten.
De Duitse kerk maakt deel uit van het beschermde erfgoed van Helsinki.